# Svenska Danssportförbundet
Svenska Danssportförbundet (DSF) administrerar danssport i Sverige. Förbundet bildades 25 februari 1968 och är ett av 69 specialidrottsförbund och invalt i Riksidrottsförbundet 1977. Förutom detta medlemskap är Svenska Danssportförbundet även medlem i World Dancesport Federation (WDSF) och World Rock'n'Roll Confederation (WRRC). Förbundets kansli ligger i Idrottens hus, Stockholm.

## Historia
I Sverige har danssporten varit organiserad i olika former under åren. En kort historik av Svenska Danssportförbundet ser ut enligt nedan.
- 1968 Förbundet bildas 25 februari i Stockholm
- 1977 RF-status tilldelas danssporten
- 1984 Bugg och Rock'n'Roll förbundet går in i Danssportförbundet
- 1985 Rock'n'Roll får SM-status
- 1987 Sektionerna bildas
- 1988 Bugg och Dubbelbugg får SM-status
- 1992 Jitterbug (Lindy Hop) får SM-status
- 1993 Ny organisation inom DSF med kommittéer
- 1995 Boogie Woogie får SM-status
- 1997 Danstävling för klubblag i BRR-danser får SM-status (Lag-SM)
- 2002 VM i Bugg anordnas för första gången på hemmaplan (Katrineholm)
- 2004 Ny indelning av kommittéer (verksamhetsområden)
- 2006 Ett nytt verksamhetsområde introduceras inom förbundet, VO Linedance
- 2007 DSF fyller 30 år, som medlem i Riksidrottsförbundet (RF)
- 2007 VM i Bugg, Lindy Hop och Boogie Woogie avgörs i Halmstad
- 2008 DSF fyller 40 år som förbund (1968-2008)
- 2008 VM i Lindy Hop och Boogie Woogie samt EM i Bugg avgörs i Varberg
- 2009 VM i Bugg och Lindy Hop arrangeras i Växjö den 10 oktober
- 2013 hålls för första gången någonsin SM i BRR och Tiodans samtidigt. Tävlingarna hålls i CCC i Karlstad.
- 2014 West Coast Swing integreras som ny dans inom förbundet.

## Organisation
Svenska Danssportförbundet omfattar ca 36 000 medlemmar, tillhörande 169 dansföreningar från Kiruna i norr till Malmö i söder. Svenska Danssportförbundet är indelat i 9 specialdistriktsidrottsförbund. Dessa regionala danssportförbund kallas i vardagligt tal för distrikt.
Förbundsstyrelsen är, när årsmötet inte är samlat, det högsta beslutande organet i Svenska Danssportförbundet. Förbundsstyrelsen består av förbundsordförande samt sex ordinarie ledamöter, jämte tre suppleanter valda av årsmötet. För att stötta styrelsens arbete är organisationen indelad i verksamhetsområden, vars ledamöter tillsätts av styrelsen.

## Verksamhetsområden
- VO Dans BRR - ansvarar för administration och utveckling inom Bugg- och Rock'n'Roll-danserna.
- VO Dans Tiodans - ansvarar för administration och utveckling inom Tiodans.
- VO Dans LineDance - ansvarar för administration och utveckling inom LineDance.
- VO Elit - ansvarar för elitsatsning och uttagning till mästerskap.
- VO Info-PR - ansvarar för förbundets interna och externa information, bl.a. hemsidan och webb-TV.
- VO Juridik - ålagd av förbundsstyrelsen att hantera frågor kring juridik och organisation.
- VO Distrikt - hanterar distriktsfrågor.
- VO Utbildning - arbetar med utbildningsfrågor inom hela förbundet

Danssport delas in i tre stora dansgrenar, nämligen Tiodans, BRR (Bugg- och Rock'n'roll-danser) samt Linedance. Tiodans omfattar fem latinamerikanska danser (Cha-Cha-Cha, Samba, Rumba, Paso Doble och Jive), samt fem standarddanser (Vals, Tango, Slowfoxtrot, Wienervals och Quickstep). Bugg och Rock'n' Roll danserna omfattar Bugg, Dubbelbugg, Lindy Hop (Jitterbug), Boogie Woogie, Rock'n' Roll samt West Coast Swing.  
Formationsdans tillhör också Svenska Danssportförbundet.
Dansföreningarna anslutna till Svenska Danssportförbundet, arrangerar varje år ca 75-100 tävlingsdagar runt om i Sverige. Dansparen är indelade i flera åldersgrupper (barn, ungdom, junior, vuxna och 35+), som i sin tur tävlar i olika klasser (A, B och Regional). På danstävlingar i Sverige förekommer ofta samtliga åldrar och ett flertal klasser. Vanligast är dock att tävlingar är separata för Line dance, Tiodans och Bugg- och Rock'n'Roll-danserna. Distriktsmästerskap (DM) och Svenska Mästerskap (SM) arrangeras årligen i alla dansgrenar, samt Svenska mästerskapen i BRR för klubblag.

## Internationellt
Internationellt arrangeras årligen i samarbete med WRRC Nordiska mästerskap, Europamästerskap och Världsmästerskap samt ett flertal andra nationella danstävlingar, där Sverige är representerat av landslaget i BRR och landslaget i Tiodans (något landslag i Linedance finns ännu inte uttaget). Dessutom arrangeras i Sverige en årligen återkommande världsrankingtävling, Gothenburg International, med världseliten samlad inom Standard och Latinamerikanska danser.

## Världs-, Europa- och Nordiska Mästare
Genom åren har Svenska Danssportförbundet fostrat ett flertal dansare som tagit både VM-, EM- och NM-medaljer. Sedan år 2000 har Svenska Danssportförbundets landslag samlat på sig över 300 mästerskapsmedaljer.